# Lorensberg, Karlstad
Lorensberg är en stadsdel i nordöstra Karlstad, norr om Norra Kroppkärr. Bebyggelsen består i huvudsak av bostadshus och det bodde 1 626 personer i stadsdelen 2019. 